# CDRT4
CDRT4 (англ. CMT1A duplicated region transcript 4) – білок, який кодується однойменним геном, розташованим у людей на 17-й хромосомі. Довжина поліпептидного ланцюга білка становить 151 амінокислот, а молекулярна маса — 17 514.
| 10         |  | 20         |  | 30         |  | 40         |  | 50         |
| ---------- |  | ---------- |  | ---------- |  | ---------- |  | ---------- |
| MDARRMKKEG |  | LTENTGLPRK |  | LLEKHDPWPA |  | YVTYTSQTVK |  | RLIEKSKTRE |
| LECMRALEER |  | PWASRQNKPS |  | SVIQPKRRKS |  | SKSSGKAVFR |  | DTLSESTLSM |
| WGAYSVLAMA |  | PTMIPEPTHL |  | HADSRDCPTE |  | NYNKIIFARK |  | PMMRMLPTVR |
| Y          |  |            |  |            |  |            |  |            |

A: Аланін

C: Цистеїн

D: Аспарагінова кислота

E: Глутамінова кислота

F: Фенілаланін

G: Гліцин

H: Гістидин

I: Ізолейцин

K: Лізин

L: Лейцин

M: Метіонін

N: Аспарагін

P: Пролін

Q: Глутамін

R: Аргінін

S: Серин

T: Треонін

V: Валін

W: Триптофан